# Station Neslandsvatn
Station Neslandvatn is een spoorwegstation in het dorp Neslandsvatn in de  gemeente Drangedal in Telemark in het zuiden van Noorwegen. Het station, aan Sørlandsbanen, werd geopend in 1927. Vanaf het station is een aansluitende busverbinding naar Kragerø. De bus vervangt de vroegere spoorverbinding met die plaats die in 1988 gestaakt werd. Het gebouw werd ontworpen door Gudmund Hoel.
Sinds 2019 wordt de treindienst op Sørlandsbaneb uitgevoerd door Go-Ahead Norge.  Op werkdagen stoppen acht treinen in Neslandsvatn, in het weekend vijf. 